# Wet Leg
Wet Leg — британський інді-рок-гурт з острова Вайт, заснований у 2019 році Ріан Тісдейл і Гестер Чемберс. Вони дебютували з синглом «Chaise Longue» у 2021 році. Їхній однойменний дебютний альбом 2022 року посів перші місця у британському UK Albums Chart, австралійському ARIA Albums Chart та ірландському Irish Albums Chart. Альбом увійшов до короткого списку премії Mercury Prize 2022. На 65-й щорічній церемонії вручення премії «Греммі» у лютому 2023 альбом «Wet Leg» став найкращим альбомом альтернативної музики а пісня «Chaise Longue» отримала нагороду за найкраще виконання альтернативної музики. Також на цьому Греммі гурт потрапив у номінацію найкращий новий виконавець.

## Історія

### Ранні роки
Тісдейл, народжена в Мерсісайді, переїхала з Формбі на острів Вайт, коли їй було вісім років. Вона багато років виступала на острові Вайт як місцева музикантка та піаністка, а до створення групи Wet Leg була відома як RHAIN і була пов'язана з музичною сценою Бристоля. Як RHAIN, Teasdale виконала свою пісню «Humdrum Drivel» у 2013 році. У 2014 році її сфотографував журнал Cosmopolitan під час відвідування музичного фестивалю на острові Вайт.

### 2021–дотепер: початок гурту,Wet Legі другий студійний альбом
Тісдейл і Чемберс вперше зустрілися в музичному коледжі Platform One на острові Вайт під час навчання для отримання національного диплому музичної практики BTEC.  Після десяти років дружби вони стали музичним дуетом у 2019 році під назвою Wet Leg, підписавши контракт із звукозапиуючим лейблом Domino. Згідно з інтерв'ю в грудні 2021 року, вони обрали назву, граючи в гру — обираючи різні комбінації емодзі ; коли дістався Wet Leg, він застряг. В інтерв'ю Diffus, опублікованому на YouTube у квітні 2022 року, гурт заявив, що їх назва походить від епітета острова Вайт, який описує немісцевих жителів острова. Кажуть, у тих, хто перетнув протоку Солент, щоб дістатися до острова, були мокрі ноги, коли вони зійшли з човна.

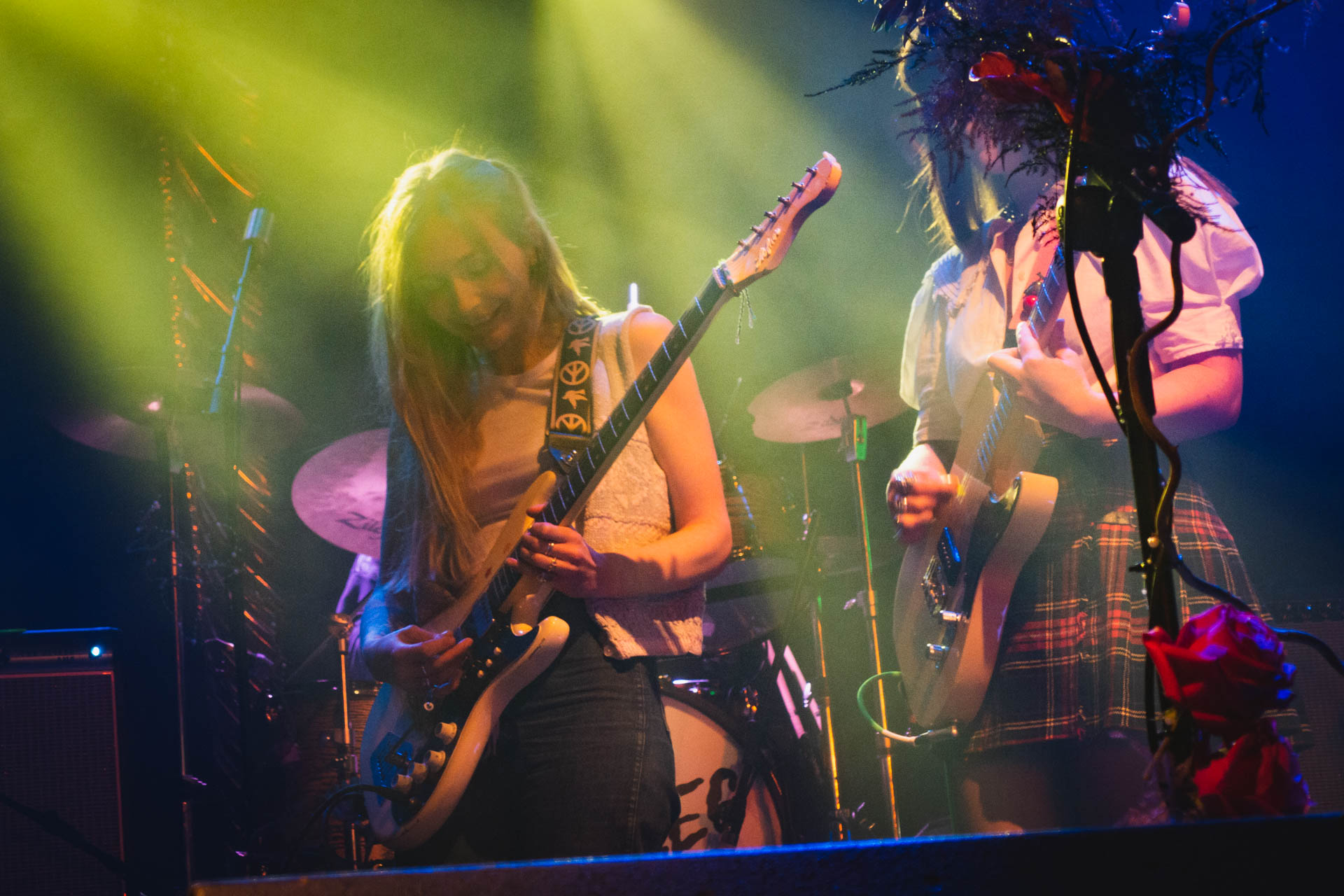
Під час виступу у Electric Ballroom у 2022 році

Їхній дебютний сингл «Chaise Longue» був випущений 15 червня 2021 року і привернув увагу ЗМІ завдяки мільйонам стрімів і переглядів відео. Їхній другий сингл « Wet Dream» вийшов 28 вересня 2021 року. Variety зазначив: «Рідко нова група випускає дві пісні, і обидві чудові». Вони з'явилися на телевізійному шоу Later… with Jools Holland на BBC2 30 жовтня 2021 року 29 листопада 2021 року вони оголосили про свій дебютний однойменний альбом, який вийшов 8 квітня 2022 року на Domino. Того ж дня Wet Leg випустили подвійний сингл «Too Late Now» / «Oh No».
У 2022 році вони гастролювали Великобританією, виконуючи пісні зі свого першого альбому. Було оголошено, що вони здійснять тур по Австралії та Новій Зеландії як група підтримки для туру Гаррі Стайлза у 2023 році Wet Leg з'явилася на Later… з Jools Holland у листопаді 2021 року та повернулася для першої частини його наступного випуску у травні 2022 року.
В інтерв'ю з Ендрю Фордом з ABC в Австралії в липні 2022 року Wet Leg пояснили, що коментар про завершений другий альбом у попередньому інтерв'ю був «великим жартом». «У нас немає другого альбому; у нас не було часу на написання».
Wet Leg отримали три номінації на 65-й щорічній церемонії вручення премії «Греммі», включаючи найкращого нового виконавця, найкраще виконання альтернативної музики (за пісню «Chaise Longue») і найкращий альбом альтернативної музики.

## Члени гурту

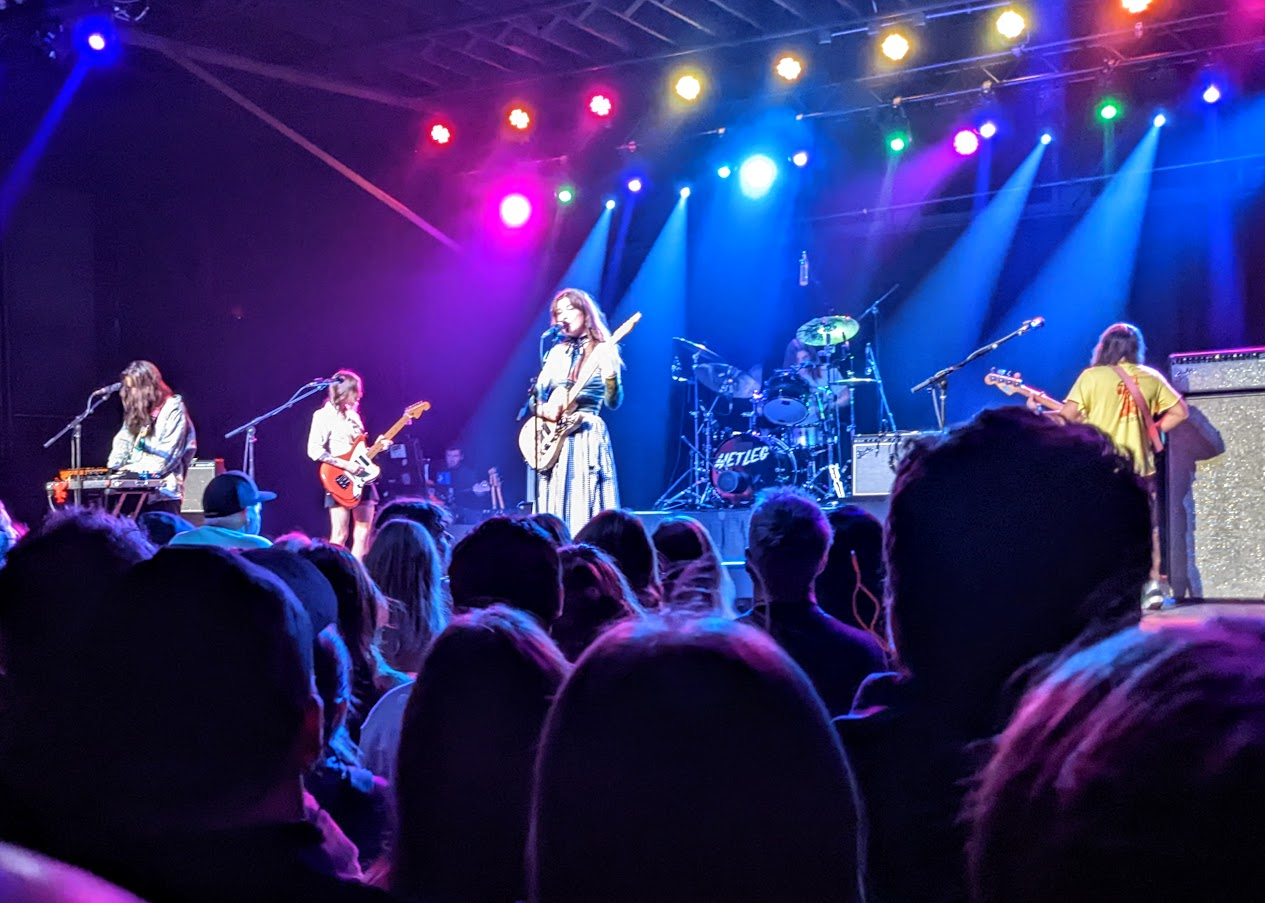
Виступ Wet Leg у The Truman у Канзас-Сіті 6 грудня 2022 року

- Ріан Тісдейл — головний вокал, ритм-гітара (2019–донині)
- Гестер Чемберс — головна гітара, бек-вокал (2019–донині)
- Генрі Холмс — барабани, перкусія (2020–донині)
- Елліс Дюранд — бас-гітара, бек-вокал (2020–донині)
- Джош Омеад Мобаракі — додаткові гітари, синтезатор, бек-вокал (2020–донині)[22]